# Johannes Eck
Johannes Eck (Egg, Suàbia, Alemanya, 13 de novembre de 1486 - Ingolstadt, Baviera, Alemanya, 10 de febrer de 1543) nom amb què es coneix Johannes Maier, fou un teòleg alemany defensor del catolicisme i contrari a les idees reformistes. Va viatjar per Europa i organitzà l'oposició catòlica al protestantisme alemany. També aprovà l'excomunió de Luter per part del papa Lleó X.